# Диацетилдигидроморфин
Диацетилдигидроморфин (Паралаудин, Дигидрогероин) — сильнодействующее производное опиума, разработанное в Германии в 1929 году, которое изредка используется в некоторых странах для лечения сильных болей, например, вызванных терминальной стадией рака.
Диацетилдигидроморфин быстро метаболизируется эстеразами плазмы в дигидроморфин тем же путём, что диацетилморфин (героин) метаболизируется в морфин, но в отличие от дигидроморфина, более сильного, чем морфин, диацетилдигидроморфин слабее, чем героин, возможно, потому что он метаболизируется медленнее. Диацетилдигидроморфин примерно эквивалентен морфину, в то время, как героин в несколько раз сильнее. Подобно другим опиоидам, существует риск передозировки или опасного для жизни угнетения дыхания. Когда требуются сильные наркотики, но отсутствуют морфин или героин, гораздо чаще используются более известные препараты, такие, как никоморфин, гидроморфон, оксиморфон или фентанил, с которыми врачи более знакомы и которые обычно не ассоциируются с морфином или героином. Побочные эффекты схожи с таковыми у других полусинтетическими опиатами и полностью синтетических опиоидов, чаще всего сообщается о сонливости, тошноте и запорах. По сравнению с морфином, диацетилдигидроморфин вызывает гораздо меньше побочных эффектов и с меньшей интенсивностью. Однако эффекты этих препаратов очень похожи: морфин часто вызывает более интенсивные побочные эффекты, такие как эйфория, запоры, миоз, физическая зависимость, психическая зависимость, опасное для жизни угнетение дыхания и сильная общая зависимость.